# Саша Коен
Александра Полін «Саша» Коен (англ. Alexandra Pauline «Sasha» Cohen; нар. 26 жовтня 1984, Лос-Анджелес, Каліфорнія, США) — американська фігуристка, яка виступала в жіночому одиночному катанні. Срібна призерка Олімпійських ігор (2006), дворазова срібна (2004, 2005) та бронзова (2006) призерка Чемпіонату світу, переможниця (2002—2003) і срібна призерка (2003—2004) Фіналу Гран-Прі, чемпіонка США (2006), триразова срібна (2002, 2004, 2005) і бронзова (2003) призерка Чемпіонату США. Вона відома своїм артистизмом, гнучкістю і розтяжкою, а також музичною інтерпретацією. Станом на 2022 рік Коен є останньою американкою, яка виграла медаль в індивідуальному турнірі у фігурному катанні на Олімпійських іграх.

## Біографія
Народилася 26 жовтня 1984 року у Вествуді, Каліфорнія, США. Мати Саші — Галина Коен (Фельдман) — єврейська іммігрантка з Одеси, Україна, танцювала у балеті. Батько Роджер був консультантом у сфері законодавства. У Саші є молодша сестра Наталія. Вона може розмовляти російською мовою, але відмовляється робити це публічно.
Коен закінчила школу Futures у Мішн-В'єхо у 2002 році. У 2016 році закінчила Колумбійський університет зі ступенем політології. Під час навчання використовувала скорочене ім'я Алекс, але у фігурному катанні виступала під ім'ям Саша.
У 2005 році вона опублікувала свою автобіографію «Вогонь на льоду» (англ. «Fire on Ice»), яка була перевидана 2006 року.

## Спортивна кар'єра

### Рання кар'єра
Гімнастка з раннього дитинства, Коен перейшла в фігурне катання, коли їй було сім років, але лише в одинадцять років вона почала сприймати цей вид спорту серйозно. Одним з її ранніх тренерів з фігурного катання був Віктор Єльчін, батько покійного актора Антона Єльчіна.
Коен здобула популярність у ковзанярському співтоваристві під час Чемпіонату США 2000 року. Відразу після юніорів Коен була першою у короткій програмі та другою у загальному заліку після довільної програми, попередньо кваліфікувавшись до старшої збірної світу. Вікові правила Міжнародного союзу ковзанярів того часу дозволили б їй брати участь у Чемпіонаті світу серед дорослих, якби вона виграла медаль на Чемпіонаті світу серед юніорів, проте Саша фінішувала 6-ю на змаганні.

### Серед дорослих

#### Сезон 2001—2002
Коен не брала участь у Чемпіонаті США 2001 року через стресовий перелом спини. Вона відновила повноцінні тренування у червні 2001 року. Саша виграла срібну медаль на чемпіонаті США 2002 року, забезпечивши собі поїздку на Олімпійські ігри. Вона брала участь у Зимових Олімпійських іграх 2002 року в Солт-Лейк-Сіті, штат Юта, фінішувавши 4-ю. Вона також посіла 4 місце на Чемпіонаті світу 2002 року, який проходив у Наґано. Фігуристку тренував Джон Нікс в Каліфорнії.

#### Сезон 2002—2003
Улітку 2002 року Коен переїхала на Східне узбережжя, щоб тренуватися з Тетяною Тарасовою в Міжнародному центрі фігурного катання Коннектикуту в Сімсбері, штат Коннектикут. Вона виграла свій перший етап Гран-прі Skate Canada 2002, а потім виграла Trophée Lalique 2002. Виграла срібну медаль Cup of China 2002. Ці три місця дали їй можливість взяти участь у Фіналі Гран-прі 2002–2003, де вона стала чемпіонкою. На Чемпіонаті США 2003 року вона виграла бронзову медаль, а на Чемпіонаті світу 2003 року, що проходив у Вашингтоні, Коен посіла 4 місце, повторивши своє місце в попередньому сезоні.

#### Сезон 2003—2004
Фігуристка виграла золото на Skate America 2003, Skate Canada 2003 (встановивши світовий рекорд у короткій програмі) і Trophée Lalique 2003, а також виграла срібло на Фіналі Гран-прі 2003—2004. Наприкінці грудня 2003 року вона змінила тренера і почала тренуватися з Робіном Вагнером у Гакенсаці. Коен посіла друге місце як на Чемпіонаті США 2004 року, так і на Чемпіонаті світу 2004 року, отримавши медаль на Чемпіонаті світу вперше в своїй кар'єрі.

#### Сезон 2004—2005
У новому сезоні Коен відмовилася від етапів Гран-прі через повторювану травму спини. Наприкінці грудня 2004 року вона вирішила повернутися до Каліфорнії та знову тренуватися зі своїм першим тренером Джоном Ніксом. Вона посіла друге місце на Чемпіонаті США 2005 року в Портленді та Чемпіонаті світу 2005 року в Москві, Росія.

#### Сезон 2005—2006
Коен розпочала свій олімпійський сезон, посівши перше місце на турнірі Campbell's International Figure Skating Challenge. Незабаром після цього вона знялася зі Skate America через травму стегна. Посіла друге місце на Trophée Eric Bompard, де впала на потрійному сальхові під час довільної програми. У 2006 році Коен вперше виграла Чемпіонат США. Завдяки цій перемозі, Саша автоматично забезпечила собі місце в Олімпійській збірній США на Зимових Олімпійських іграх 2006 року, місце офіційно оприлюднене 14 січня того ж року Асоціацією фігурного катання США.
На Зимових Олімпійських іграх 2006 року в Турині Коен посіла перше місце після короткої програми, випередивши росіянку Ірину Слуцьку лише на 0,03 балів. У довільній програмі Коен впала під час виконання потрійного лутця і припустилася помилки під час потрійного фліпу. Коен фінішувала зі срібною олімпійською медаллю, відставши від переможниці Сідзуки Аракави з Японії на 7,98 бала.
За місяць на Чемпіонаті світу 2006 року в Калгарі, Канада, Коен посіла перше місце після короткої програми. Припустившись декількох помилок, вона посіла четверте місце у довільній програмі та виграла бронзову медаль.

### Перерва у змаганнях та участь в льодових шоу

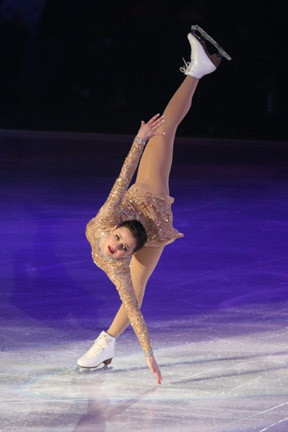
Коен виступає на шоу «Stars on Ice» у 2008 році

У квітні 2006 року Коен розпочала тур «Champions on Ice», взявши участь у другому щорічному гала-концерті «Skating with the Stars, Under the Stars» та виступила на міжнародній виставці Marshalls US Figure Skating International Showcase. 15 квітня 2006 року Коен оголосила, що має намір брати участь у сезоні 2009—2010 та у Зимових Олімпійських іграх 2010 року у Ванкувері. На своєму офіційному веб-сайті вона сказала: «Після COI Tour я вирішу, скільки кататися на ковзанах і в яких змаганнях брати участь наступного сезону».
У грудні 2006 року Коен оголосила, що їй потрібен «невеликий відпочинок від змагань», і що вона не буде захищати свій титул чемпіонки США з фігурного катання у 2007 році. Вона сказала, що її «головними цілями» були Чемпіонат світу 2009 року та Олімпіада 2010 року; «Я знаю, що хочу бути у Ванкувері на Олімпіаді 2010».
Коен не брала участь у змаганнях у 2007, 2008 та 2009 роках, хоча і не відмовлялася від права на Олімпіаду. Вона брала участь у виставках, у тому числі підсвічуванні різдвяної ялинки Рокфеллера та заходах, схвалених Асоціацією фігурного катання США. Вона була хедлайнеркою у турі «Stars on Ice» у 2007—2008 та 2008—2009 роках.

### Повернення до змагань
6 травня 2009 року Коен оголосила, що планує повернутися на Зимові Олімпійські ігри 2010 року. Вона сказала, що буде тренуватися з Рафаелем Арутюняном. Саша отримала запрошення взяти участь у Trophée Eric Bompard 2009 і Skate America 2009, але відмовилася через тендиніт правої гомілки. У листопаді 2009 року вона змінила тренера на Джона Нікса, який працював ближче до місця її проживання.
21 січня 2010 року Коен вперше за чотири роки брала участь у Чемпіонаті США 2010 року в Спокані, штат Вашингтон. У своїй короткій вона показала чудовий результат, виконавши каскад потрійний лутц — подвійний тулуп, потрійний фліп, подвійний аксель, а також свої фірмові спіралі й обертання, заробивши 69,63 бала, що поставило її на друге місце, лише на 0,43 брала від першого. У своїй довільній програмі вона впала під час потрійного фліпу та помилилася під час кількох інших стрибків. Коен посіла четверте місце на Чемпіонаті, поступившись Рейчел Флетт, Мірайї Наґасу та Ешлі Вагнер, і не була обрана до олімпійської збірної, а була призначена запасною в збірній США 2010 року.
У 2010 році вона завершила спортивну кар'єру.

## Участь в льодових шоу

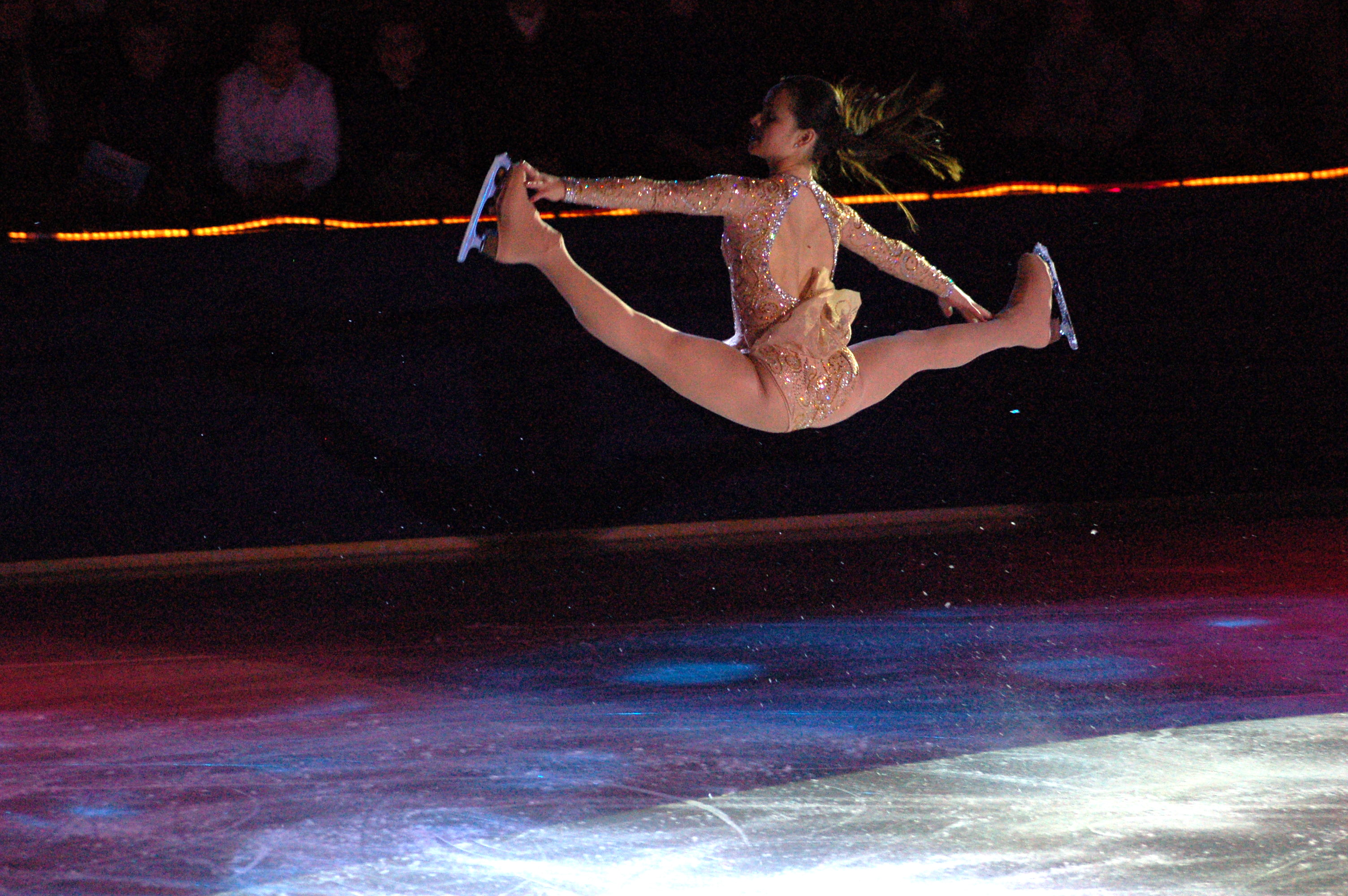
Коен виконує «російський шпагат» на одному з шоу

Коен кілька років брала участь у льодовому шоу «Stars on Ice», а також зіграла головну роль в «Art On Ice» 2010 року разом зі Стефаном Ламб'єлем. Вона приєдналася до Олімпійської чемпіонки 2010 року Йон А Кім на льодовому шоу «All That Skate» разом з іншими фігуристами, включаючи Мішель Кван, Стефана Ламб'єля та Браяна Жубера.

## Техніка катання

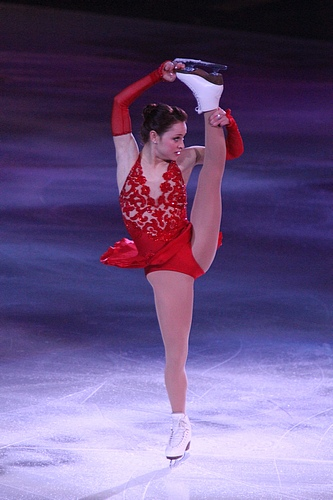
Коен виконує «олівець» (I-spin)

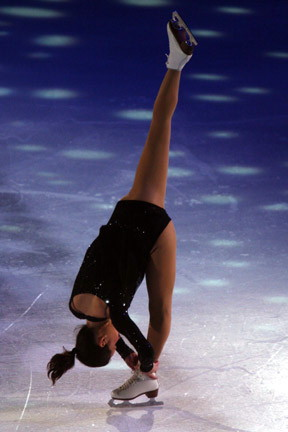
Коен виконує спіраль «Шарлотта»

Коен є першою фігуристкою, яка отримала +3 бали за спіралі відповідно до суддівської системи Міжнародного союзу ковзанярів за «Ступінь виконання (GOE)», а також була першою фігуристкою, яка подолала бар'єр у 130 балів у довільній програмі відповідно до суддівської системи ІСУ. На початку своєї старшої кар'єри її називали однією з поколінь «малят-балерин» (разом з Наомі Нарі Нам) завдяки її лініям тіла та здатності показувати пальці ніг під час складних елементів катання, таких як потрійні стрибки, спіральні послідовності та робота ніг. Вона відома своєю спіраллю в стилі арабески на 180º та спіраллю Шарлотти, а також різноманітністю позицій у своїх обертаннях. Вона популяризувала елемент «олівець» (англ. I-spin), який іноді неофіційно називають «обертанням Саші», завдяки її винятковому виконанню руху.

## Програми
| Сезон     | Коротка програма                                                                                         | Довільна програма | Показові номери |
| --------- | --- | --- | --- |

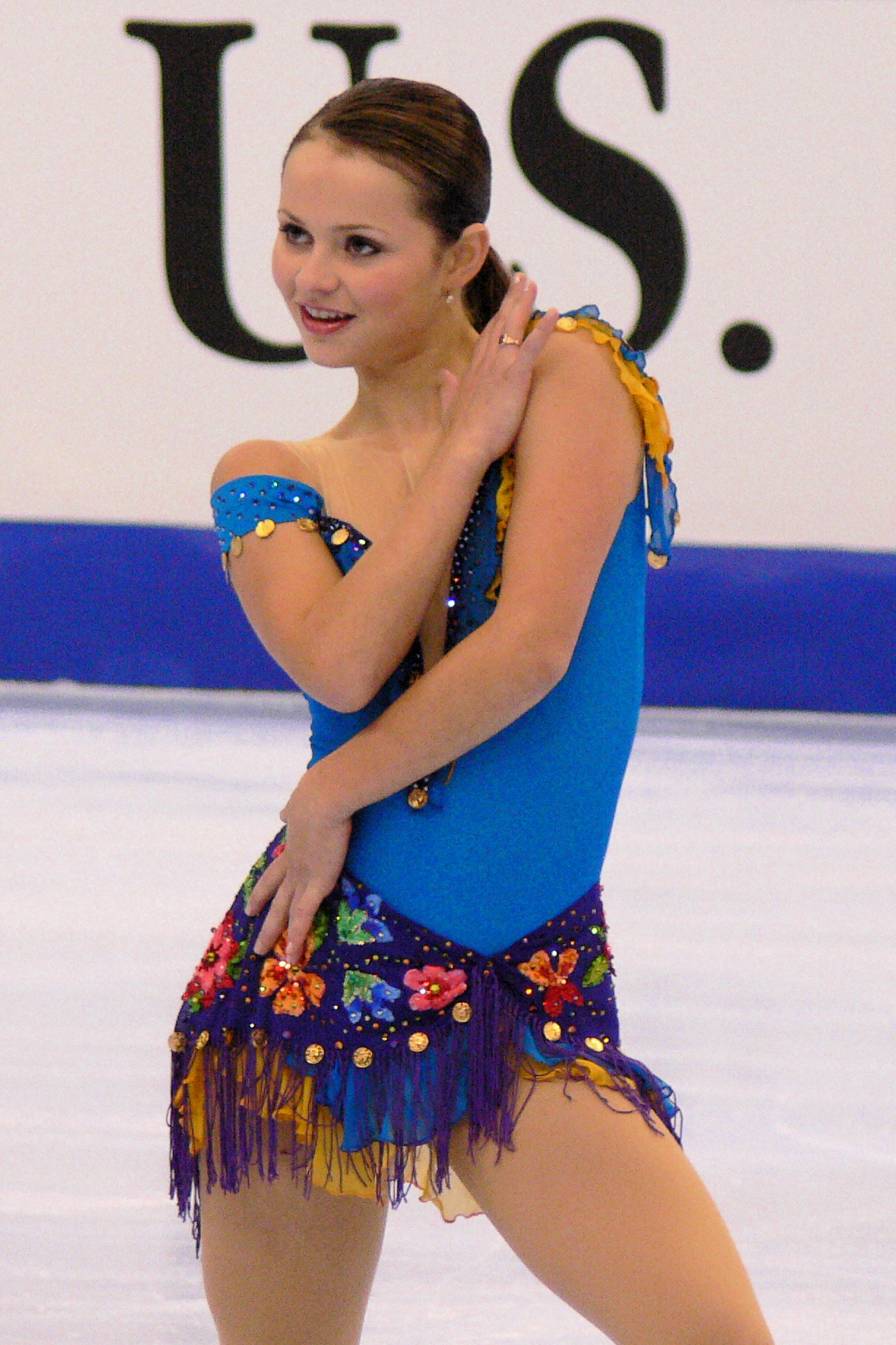

| 2009—2010 | - «España cañí» Паскаль Маркін Нарро. Хореографиня-постановниця Лорі Ніколь.                             | - «Соната для фортепіано № 14» Людвіг ван Бетховен. Хореограф-постановник Микола Морозов.                              | - «Sick and Tired» Анастасія. Хореографиня-постановниця Саша Коен. - Hallelujah Леонард Коен (у виконанні Джефа Баклі). Хореографиня-постановниця Саша Коен. - «Mein Herr» Kander and Ebb. Хореографиня-постановниця Саша Коен. |
| 2008—2009 | Не брала участі у змаганнях.                                                                             | Не брала участі у змаганнях.                                                                                           | - «Соната для фортепіано № 14» Людвіг ван Бетховен. Хореограф-постановник Микола Морозов. - «Don't Stop The Music» Ріанна. Хореографиня-постановниця Саша Коен. - «I Could Not Ask For More» Сара Еванс. Хореографиня-постановниця Саша Коен. - «Hard To Say I'm Sorry» Chicago (у виконанні Пітера Сетери). Хореографиня-постановниця Саша Коен. - «Блакитне Різдво» Елвіс Преслі (у виконанні Пітера Сетери). Хореографиня-постановниця Саша Коен. |
| 2007—2008 | Не брала участі у змаганнях.                                                                             | Не брала участі у змаганнях.                                                                                           | - «What's Left Of Me» Нік Лаше. Хореографиня-постановниця Саша Коен. - «Hurt» Крістіна Агілера. Хореографиня-постановниця Саша Коен. |
| 2006—2007 | Не брала участі у змаганнях.                                                                             | Не брала участі у змаганнях.                                                                                           | - «It's So Hard To Say Goodbye» Boyz II Men. Хореографиня-постановниця Саша Коен. - «Anytime, Anywhere» Сара Брайтман. Хореографиня-постановниця Саша Коен. |
| 2005—2006 | - «Чёрные глаза». Хореограф-постановник Микола Морозов.                                                  | - «Ромео і Джульєтта» Ніно Рота, Андре Ріє. Хореограф-постановник Девід Вілсон.                                        | - «God Bless America» Селін Діон. Хореографиня-постановниця Саша Коен. - «Don't Rain on My Parade» Барбра Стрейзанд. Хореографи-постановники Джон Нікс, Саша Коен. |
| 2004—2005 | - «Чёрные глаза». Хореограф-постановник Микола Морозов.                                                  | - «Pas de deux» Петро Чайковський. Хореографи-постановники Марина Зуєва, Ігор Шпілбанд.                                | - «Don't Rain on My Parade» Барбра Стрейзанд. Хореографи-постановники Джон Нікс, Саша Коен. |
| 2003—2004 | - «Malagueña» Ернесто Лекуона. Хореографиня-постановниця Тетяна Тарасова.                                | - «Лебедине озеро» Петро Чайковський. Хореографиня-постановниця Тетяна Тарасова.                                       | - «Моя чарівна леді» Фредерік Лоу. Хореограф-постановник Робін Вагнер. - «Ромео і Джульєтта» Ніно Рота, Андре Ріє. Хореографиня-постановниця Тетяна Тарасова. |
| 2002—2003 | - «Malagueña» Ернесто Лекуона. Хореографи-постановники Тетяна Тарасова, Микола Морозов.                  | - «Концерт для фортепіано з оркестром № 2» Сергій Рахманінов. Хореографи-постановники Тетяна Тарасова, Микола Морозов. | - «Ромео і Джульєтта» Ніно Рота, Андре Ріє. Хореографиня-постановниця Тетяна Тарасова. - «One Day I'll Fly Away» Ніколь Кідман. Хореографиня-постановниця Саша Коен. |
| 2001—2002 | - «My Sweet and Tender Beast» Євгеній Дога. Хореографи-постановники Джон Нікс, Саша Коен.                | - «Кармен» Жорж Бізе. Хореографи-постановники Джон Нікс, Саша Коен.                                                    | - «Hernando's Hideaway» Елла Фіцджеральд. Хореографи-постановники Джон Нікс, Саша Коен. - «Aria» Ейтор Вілла-Лобос. Хореографи-постановники Джон Нікс, Саша Коен, Катерина Гордєєва. |
| 2000—2001 | - «My Sweet and Tender Beast» Євгеній Дога. Хореографи-постановники Джон Нікс, Саша Коен.                | - «Чёрные глаза». Хореографи-постановники Джон Нікс, Саша Коен.                                                        | - «Anytime, Anywhere» Сара Брайтман. Хореографи-постановники Джон Нікс, Саша Коен, Катерина Гордєєва. - «To Love You More» Селін Діон. Хореографи-постановники Джон Нікс, Саша Коен. |
| 1999—2000 | - «Baroque selections» Антоніо Вівальді, Томазо Альбіноні. Хореографи-постановники Джон Нікс, Саша Коен. | - «Концерт для скрипки з оркестром» Фелікс Мендельсон. Хореографи-постановники Джон Нікс, Саша Коен.                   | - «Мадам Баттерфляй» Джакомо Пуччіні. Хореографи-постановники Джон Нікс, Саша Коен. |
| 1998—1999 | - «Концерт для фортепіано з оркестром № 2» Сергій Рахманінов.                                            | | |

## Спортивні досягнення

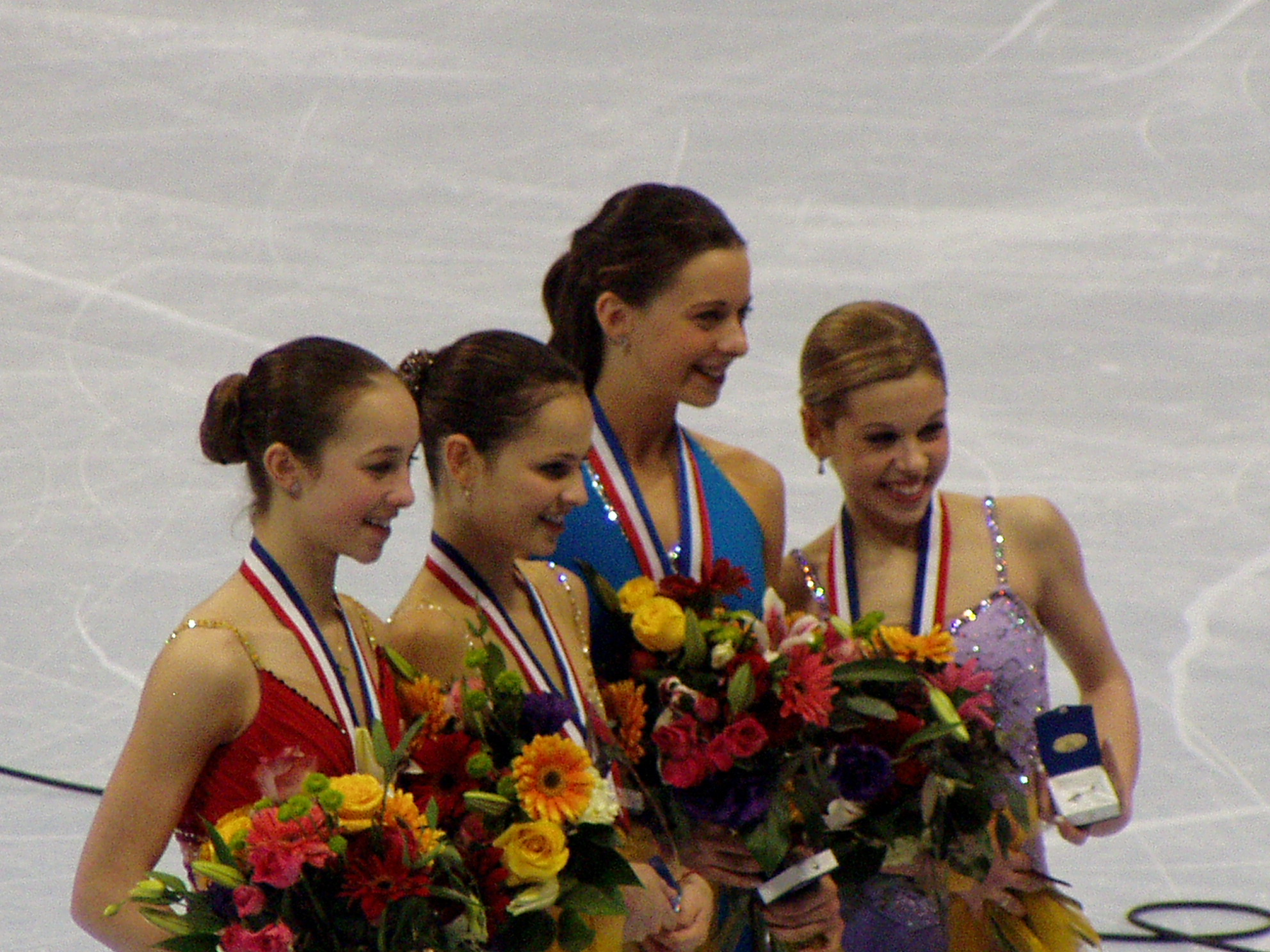
Призерки Чемпіонату США 2006 (зліва направо): Кіммі Мейсснер (срібло), Саша Коен (золото), Емілі Г'юз (бронза), Кеті Тейлор (олово)

| Змагання | 97/98                     | 98/99                     | 99/00                     | 00/01                     | 01/02                     | 02/03                     | 03/04                     | 04/05                     | 05/06                     | 06/07                     | 07/08                     | 08/09                     | 09/10                     |
| Міжнародні серед дорослих | Міжнародні серед дорослих | Міжнародні серед дорослих | Міжнародні серед дорослих | Міжнародні серед дорослих | Міжнародні серед дорослих | Міжнародні серед дорослих | Міжнародні серед дорослих | Міжнародні серед дорослих | Міжнародні серед дорослих | Міжнародні серед дорослих | Міжнародні серед дорослих | Міжнародні серед дорослих | Міжнародні серед дорослих |
| --- | ------------------------- | ------------------------- | ------------------------- | ------------------------- | ------------------------- | ------------------------- | ------------------------- | ------------------------- | ------------------------- | ------------------------- | ------------------------- | ------------------------- | ------------------------- |
| Олімпійські ігри |                           |                           |                           |                           | 4                         |                           |                           |                           | 2                         |                           |                           |                           |                           |
| Чемпіонат світу |                           |                           |                           |                           | 4                         | 4                         | 2                         | 2                         | 3                         |                           |                           |                           |                           |
| Фінал Гран-прі |                           |                           |                           |                           |                           | 1                         | 2                         |                           |                           |                           |                           |                           |                           |
| Етап Гран-прі: Cup of Russia |                           |                           |                           | 4                         |                           | 2                         |                           |                           |                           |                           |                           |                           |                           |
| Етап Гран-прі: Франція |                           |                           |                           |                           | 3                         | 1                         | 1                         |                           | 2                         |                           |                           |                           | WD                        |
| Етап Гран-прі: Skate America |                           |                           |                           |                           | 5                         |                           | 1                         |                           |                           |                           |                           |                           | WD                        |
| Етап Гран-прі: Skate Canada |                           |                           |                           |                           |                           | 1                         | 1                         |                           |                           |                           |                           |                           |                           |
| Етап Гран-прі: Bofrost Cup on Ice                                                                                               |                           |                           |                           | 5                         |                           |                           |                           |                           |                           |                           |                           |                           |                           |
| Челленджер: Finlandia Trophy |                           |                           |                           |                           | 1                         |                           |                           |                           |                           |                           |                           |                           |                           |
| Міжнародні серед юніорів |                           |                           |                           |                           |                           |                           |                           |                           |                           |                           |                           |                           |                           |
| Чемпіонат світу серед юніорів                                                                                                   |                           |                           | 6                         |                           |                           |                           |                           |                           |                           |                           |                           |                           |                           |
| Етап юніорського Гран-прі: Швеція                                                                                               |                           |                           | 1                         |                           |                           |                           |                           |                           |                           |                           |                           |                           |                           |
| Gardena Spring Trophy |                           | 1 Ю                       |                           |                           |                           |                           |                           |                           |                           |                           |                           |                           |                           |
| Національні |                           |                           |                           |                           |                           |                           |                           |                           |                           |                           |                           |                           |                           |
| Чемпіонат США | 6 Н                       | 2 Ю                       | 2                         | WD                        | 2                         | 3                         | 2                         | 2                         | 1                         |                           |                           |                           | 4                         |
| Pacific Coast | 2 Н                       | 1 Ю                       | 1                         |                           |                           |                           |                           |                           |                           |                           |                           |                           |                           |
| Southwest Pacific | 2 Н                       | 1 Ю                       |                           |                           |                           |                           |                           |                           |                           |                           |                           |                           |                           |
| WD = знялася зі змагання Рівні: Н = новачок; Ю = юніор Не брала участі у змаганнях у сезонах 2006—2007, 2007—2008 та 2008—2009. |                           |                           |                           |                           |                           |                           |                           |                           |                           |                           |                           |                           |                           |

## Особисте життя
5 липня 2015 року було оголошено, що Коен заручена з менеджером хедж-фонду Томом Мейєм. 20 серпня 2016 року пара одружилася в Кейп-Коді, штат Массачусетс. У лютому 2018 року вони з Мейєм жили окремо та проходили процедуру розлучення.
Зараз Коен працює юристкою в Morgan Stanley.
У жовтні 2019 року Коен оголосила про заручини з Джеффрі Ліберталом, партнером по капіталу, який також є сином політолога Кеннета Лібертала. У них двоє дітей: син Дешелл Лев народився у січні 2020 року, а дочка Палома Джейн народилася у серпні 2021 року. Коен і Лібертал одружилися у вересні 2022 року.

## Алея Слави
У 2015 році Коен була прийнята до Зали слави єврейського спорту Південної Каліфорнії. Пізніше Асоціація фігурного катання США стала частиною Залу слави США з фігурного катання 2016 року.

## Кіно і телебачення
Саша Коен з'являлася як камео, так і як акторка, яка грала певну роль, у рекламних роликах, телевізійних епізодах, документальних і художніх фільмах.

### Телебачення
Коен знімала рекламу для «Citizen Watch», «Simply Saline» та «Got Milk?». Вона з'явилася в сьомому епізоді другого сезону «Project Runway», де дизайнерам довелося розробити для неї сукню для фігурного катання. Сукня-переможець (від Зулеми Гріффін) не підійшла, і їй довелося змінити розмір. 5 травня 2006 року Коен ненадовго з'явилася в якості гостя в епізоді драми NBC «Лас-Вегас». У квітні 2008 року вона з'явилася як артистка на прем'єрному епізоді «Таємні таланти зірок» і пройшла до півфіналу, хоча шоу було скасовано до того, як вона змогла виступити знову. Спортсменка з'явилася в якості гостя як фігуристка в «Місце злочину: Нью-Йорк», третій сезон, дванадцятий епізод. Коен також брала участь у випуску «Тиждень торнадо» у 2013 році на The Weather Channel, допомагаючи розвіяти міф про те, що малі торнадо не такі руйнівні, демонструючи жорстке обертання.

### Кіно
Коен зіграла Фіону Г'юз у фільмі Дона Джонсона «Moondance Alexander». На церемонії вручення нагород Academy Awards 2006 року Коен була запрошена кореспондентом для Inside Edition. Цей досвід призвів до зустрічі з Беном Стіллером і дискусії про участь у майбутній комедії про фігурне катання, яка, за словами Коен, їй сподобається. У 2007 році вона знялася у фільмі «Леза слави». Того ж року вона також зіграла роль у фільмі «Братц». У 2017 році Коен знялася в телевізійному фільмі «Акулячий торнадо 5: Глобальне роїння» як камео.
Саша була представлена у спортивному документальному фільмі «Вага золота», який «досліджує проблеми психічного здоров'я, з якими часто стикаються Олімпійські спортсмени».